# Хав'єр Уррутікоечеа
Хав'єр Уррутікоечеа (ісп. Javier Urruticoechea, 17 листопада 1952, Сан-Себастьян — 24 травня 2001, Барселона), більш відомий як просто Урруті (ісп. Urruti) — іспанський футболіст, що грав на позиції воротаря. Футболіст року в Іспанії (1980).
Один з найсильніший воротарів Іспанії 1980-х років. Провів у Ла-Лізі 16 сезонів і зіграв 307 матчів, а найбільших результатів здобув, виступаючи за «Барселону», у складі якої виграв Кубок володарів кубків УЄФА, а також низку національних трофеїв. Також виступав за національну збірну Іспанії, у складі якої був учасником трьох чемпіонатів світу та одного чемпіонату Європи.

## Клубна кар'єра
Народився 17 листопада 1952 року в місті Сан-Себастьян. Вихованець футбольної школи клубу «Ленгокоак».
У дорослому футболі дебютував 1969 року виступами за «Сан-Себастьян», в якому провів три сезони, після чого був переведений у головну команду міста «Реал Сосьєдад», де з 1973 року був основним воротарем, але у 1976 році втратив місце в основі і став дублером Луїса Арконади. В результаті Урруті 1977 року був змушений перейти в «Еспаньйол», де чотири сезони був основним воротарем.
1981 року, після того як був визнаний футболістом року в Іспанії, перейшов до «Барселони», за яку відіграв наступні 7 сезонів. Нарівні з такими гравцями, як Стів Арчибальд і Бернд Шустер, Урруті був лідером команди, вигравши у першому ж сезоні Кубок володарів кубків, а у наступному виграв Кубок Іспанії, Кубок ліги та Суперкубок країни, а у сезоні 1983/84 став володарем Трофея Самори.
1984 року клуб очолив англійський фахівець Террі Венейблз. Під його керівництвом «Барселона» виграла чемпіонат у сезоні 1984/85 і дійшла до фіналу Кубка європейських чемпіонів 1985/86. Перед ним у півфіналі проти шведського «Гетеборга» Урруті відбив 2 удари в серії пенальті і сам встиг забити у ворота шведів. У фіналі теж була серія пенальті і там Урруті парирував 2 перших удари, але його колега по амплуа, румун Гельмут Дукадам відбив усі 4 удари гравців «Барселони».
Після того, як в 1986 році в «Барселону» з «Атлетіка Більбао» перейшов Андоні Субісаррета, Урруті сів на лавку і за останні 2 сезону в клубі він з'явився тільки 1 раз, вигравши в останньому сезоні перед завершенням кар'єри Кубок Іспанії 1987/88.

## Виступи за збірні
29 березня 1978 року дебютував в офіційних іграх у складі національної збірної Іспанії в товариському матчі проти збірної Норвегії у Хіхоні.
У складі збірної був учасником чемпіонату світу 1978 року в Аргентині, чемпіонату Європи 1980 року в Італії, чемпіонату світу 1982 року в Іспанії та чемпіонату світу 1986 року у Мексиці, втім на жодному із турнірів не зіграв жодної хвилини, будучи запасним голкіпером.
У національній команді Урруті не зумів заграти через велику конкуренцію з боку Луїса Арконади та Андоні Субісаррети, від яких постраждав і на клубному рівні. Тому за «червону фурію» Хав'єр провів лише 5 матчів. Також Урруті провів 2 матчі за збірну Країни Басків.

## Смерть
Загинув у травні 2001 року в ДТП у містечку Асплугас-да-Любрагат недалеко від Барселони. Щорічно проводиться турнір з гольфу в честь Урруті.

## Клубна статистика
| Виступи           | Виступи           | Виступи           | Ліга | Ліга | Кубок країни | Кубок країни | Єврокубки | Єврокубки | Інші | Інші | Всього | Всього |
| Клуб              | Ліга              | Сезон             | Ігри | Голи | Ігри         | Голи         | Ігри      | Голи      | Ігри | Голи | Ігри   | Голи   |
| ----------------- | ----------------- | ----------------- | ---- | ---- | ------------ | ------------ | --------- | --------- | ---- | ---- | ------ | ------ |
| «Реал Сосьєдад»   | Ла Ліга           | 1972/73           | 0    | -0   | 0            | -0           | —         | —         | —    | —    | 0      | 0      |
| «Реал Сосьєдад»   | Ла Ліга           | 1973/74           | 34   | -45  | 2            | -3           | —         | —         | —    | —    | 36     | -48    |
| «Реал Сосьєдад»   | Ла Ліга           | 1974/75           | 7    | -8   | 0            | -0           | 1         | -1        | —    | —    | 8      | -9     |
| «Реал Сосьєдад»   | Ла Ліга           | 1975/76           | 25   | -33  | 0            | -0           | 3         | -10       | —    | —    | 28     | -43    |
| «Реал Сосьєдад»   | Ла Ліга           | 1976/77           | 0    | -0   | 0            | -0           | —         | —         | —    | —    | 0      | 0      |
| «Реал Сосьєдад»   | Разом             | Разом             | 66   | -86  | 2            | -3           | 4         | -11       | 0    | -0   | 72     | -100   |
| «Еспаньйол»       | Ла Ліга           | 1977/78           | 27   | -44  | 0            | -0           | —         | —         | —    | —    | 27     | -44    |
| «Еспаньйол»       | Ла Ліга           | 1978/79           | 29   | -31  | 0            | -0           | —         | —         | —    | —    | 29     | -31    |
| «Еспаньйол»       | Ла Ліга           | 1979/80           | 34   | -37  | 0            | -0           | —         | —         | —    | —    | 34     | -37    |
| «Еспаньйол»       | Ла Ліга           | 1980/81           | 31   | -39  | 0            | -0           | —         | —         | —    | —    | 31     | -39    |
| «Еспаньйол»       | Разом             | Разом             | 121  | -151 | 0            | -0           | 0         | -0        | 0    | -0   | 121    | -151   |
| «Барселона»       | Ла Ліга           | 1981/82           | 4    | -7   | 0            | -0           | 3         | -2        | —    | —    | 7      | -9     |
| «Барселона»       | Ла Ліга           | 1982/83           | 18   | -17  | 0            | -0           | —         | —         | 8    | -9   | 26     | -26    |
| «Барселона»       | Ла Ліга           | 1983/84           | 33   | -26  | 0            | -0           | 3         | -5        | 8    | -12  | 44     | -43    |
| «Барселона»       | Ла Ліга           | 1984/85           | 33   | -25  | 0            | -0           | 1         | -2        | 4    | -5   | 38     | -32    |
| «Барселона»       | Ла Ліга           | 1985/86           | 31   | -31  | 0            | -0           | 9         | -9        | 1    | -0   | 41     | -40    |
| «Барселона»       | Ла Ліга           | 1986/87           | 1    | -0   | 0            | -0           | 0         | -0        | —    | —    | 1      | 0      |
| «Барселона»       | Ла Ліга           | 1987/88           | 0    | -0   | 0            | -0           | 0         | -0        | —    | —    | 0      | 0      |
| «Барселона»       | Разом             | Разом             | 120  | -106 | 0            | -0           | 16        | -18       | 21   | -26  | 157    | -150   |
| Всього за кар'єру | Всього за кар'єру | Всього за кар'єру | 307  | -343 | 2            | -3           | 20        | -29       | 21   | -26  | 350    | -401   |

## Титули і досягнення

### Командні
- Чемпіон Іспанії (1):

«Барселона»: 1984–85
- Володар Кубка Іспанії (2):

«Барселона»: 1982–83, 1987–88
- Володар Суперкубка Іспанії (1):

«Барселона»: 1983
- Володар Кубка іспанської ліги (2):

«Барселона»: 1983, 1986
- Володар Кубка Кубків УЄФА (1):

«Барселона»: 1981–1982

### Особисті
- Футболіст року в Іспанії: 1980–81
- Володар Трофея Самори: 1983–84